# Маркохім (Маріуполь)
Маркохім (Маріуполь) — український чоловічий волейбольний клуб із Маріуполя (Донецька область, Україна).

## Історія
У сезоні 1993—1994 років маріупольський «Маркохім», вигравши першість України серед команд вищої ліги, здобув право бути учасником Суперліги — змагання найсильніших клубів України.
2000 року за ініціативою керівництва коксохімічного заводу «Маркохім» у центрі Маріуполя з'явився незвичний спортивний об'єкт — волейбольний комплекс «Купол» за адресою проспект Металургів, 52а, споруджений для волейбольної команди підприємства.
Згодом команду перейменували на ВК «Азовсталь», а 2007 року розформували.

### Досягнення
- переможець Кубка України: 2005,
- срібний призер української Суперліги: 2004/2005,
- бронзовий призер української Суперліги: 2003/2004, 2005/2006, 2006/2007.

## Люди

### Тренери
- Віктор Михальчук
- Юрій Мельничук[2]

### Гравці
- Сергій Капелусь
- Роман Хандролін
- Денис Фомін[2]
- Ігор Воронін